# Cecilia Vennersten
Birgitta Cecilia Vennersten-Ingemanson, conocida artísticamente como Cecilia Vennersten, (26 de septiembre de 1970) es una cantante sueca.
Fue descubierta por el músico Peter Grönvall en la versión sueca del programa "Lluvia de Estrellas" en el que realizaba una imitación de la artista estadounidense Mariah Carey.
Su debut profesional tuvo lugar en el Melodifestivalen 1995, con el tema "Det vackraste" ("Lo Más Hermoso"), compuesto para la ocasión por los miembros de One More Time (Nanne Grönvall, Peter Grönvall y Maria Rådsten). Obtuvo la segunda posición tras Jan Johansen y su tema "Se på mig", con sólo tres puntos de diferencia. Sin embargo, como consuelo, obtuvo el galardón a la mejor canción del año 1995.
El mismo año, publicó su primer álbum titulado "Cecilia Vennersten", consiguiendo alcanzar las ventas de platino tanto en Suecia, como en Noruega. En dicho disco, entre otros, puede encontrarse su tema dell Melodifestivalen, "Sjunde himlen finns" ("Estar En El Séptimo Cielo") y una versión en sueco del éxito de Mariah McKees, "Show me heaven".
Cecilia Vennersten es igualmente conocida por haber publicado una versión del tema "Left in the Dark" de Jim Steinman, que en sueco se tituló "Lämnad i mörkret".
En 1997 vio la luz su segundo álbum, "Till varje leende, en tår" ("Por Cada Sonrisa, Una Lágrima"). Después de un tiempo apartada del mundo de la música, regresó nuevamente para participar en Melodifestivalen 2005, con la canción "Var mig nära" ("Si Estuvieras Cerca") compuesta por Calle Kindbom y Robert Åhlin.